# Galicisk Wikipedia
Galicisk Wikipedia (galicisk: Galipedia,  dansk: den galicisksprogede Wikipedia) er den galicisksprogede  version af det verdensomspændende encyklopædi-projekt Wikipedia. Galicisk Wikipedia blev lanceret 8. marts 2003.
Pr. torsdag den 27. marts 2025 har  Wikipedia 220.039 artikler, 264 aktive bidragydere og 6 administratorer.